# Ângela de Foligno
Ângela de Foligno (em italiano:  Angela da Foligno; Foligno, 1248 — Foligno, 4 de janeiro de 1309) foi uma mística e santa cristã nascida em Foligno, na Umbria, Itália, em 1248.

## Vida e obras
Oriunda de família rica, casou-se cedo e teve vários filhos. Aos 37 anos, com a morte de seus filhos, marido e pais, ingressou na Ordem Terceira de São Francisco.
Ângela de Foligno deixou inúmeros escritos de natureza mística, incluindo uma ampla autobiografia. Dedicou-se à meditação sobre o mistério da paixão de Jesus Cristo, às atividades de oração e à prática da caridade. Segundo seus relatos teve visões místicas.
Morreu em Foligno, na Itália, no dia 4 de janeiro de 1309. O seu corpo incorrupto encontra-se exposto na Igreja de São Francisco dessa mesma cidade.
Foi beatificada pelo Papa Inocêncio XII em 1693 e canonizada pelo Papa Francisco em 2013.
Os seus escritos foram publicados sob título de Theologia crucis.